# Васкуліт
Васкулі́т (лат. vasculum — судина, -itis — суфікс, що означає запалення), ангії́т (дав.-гр. ἀγγεῖον — судина), артерії́т — узагальнена назва групи захворювань декількох органів або тканин організму, в основі яких лежить запальне ураження стінки кровоносних судин.

## Класифікація

### Первинний васкуліт
Первинні васкуліти — самостійні захворювання, що відрізняються запаленням стінки кровоносних судин, яке можна виявити у всіх захворілих.
До первинних системних васкулітів відносять:
- синдром Такаясу, неспецифічний аортоартеріїт (синоніми: «хвороба Такаясу», «синдром дуги аорти»);
- гігантоклітинний артеріїт (синоніми: «скроневий артеріїт», «сенільний артеріїт», «хвороба Хортона»);
- вузликовий поліартеріїт;
- синдром Кавасакі;
- гранулематоз Вегенера;
- мікроскопічний поліангіїт;
- еозинофільний ангіїт та гранулематоз (синонім: «синдром Чарга-Штраусс»);
- кріоглобулінемічний васкуліт;
- пурпура Шенлейна-Геноха (синонім: «геморагічний васкуліт»).

Калібр уражених кровоносних судин при різних формах васкулітів неоднаковий та різниться від великих артерій (діаметром 1,0 см та більше) до найменших артеріол, капілярів та венул, видимих лише під мікроскопом. Неоднаковий й тип запалення. Усе це пояснює надзвичайно виражену різноманітність клінічних проявів первинних системних васкулітів та їхню несхожість один з одним.

### Вторинний васкуліт
Вторинний васкуліт розвивається як елемент іншого захворювання та може розглядатися або як факультативний, необов'язковий, його прояв, або як ускладнення.
Може бути проявом багатьох інфекційних захворювань: скарлатини, епідемічного висипного тифу, менінгококцемії, сепсису, алергічних реакцій тощо, — а також деяких шкірних захворювань. Іноді васкуліт може бути одним з проявів злоякісної пухлини.